# Demy
Demy è uno dei nomi con cui è indicata una moneta d'oro scozzese introdotta sotto Roberto III di Scozia.
Il nome viene dal francese demi, che significa "mezzo" ed era usato per indicare il pezo da mezzo lion.

## Storia
Sotto Riccardo ci furono due monetazioni: la "pesante" e quella "leggera". Il demy era presente in entrambe. La prima volta fu coniato assieme al lion, per un valore di 30 penny (2,5 scellini) e con un peso di 1,95g ca.
Al dritto c'era lo scudo con il leone di Scozia ed al rovescio il decusse affiancato da gigli. La legenda del rovescio era XPC REGNAT XCP VINCIT XPC IMPERAT
Nella monetazione "leggera" dello stesso re il demy fu coniato per lo stesso valore ma con un peso di circa 20 grani (1,29g). Oltre alla legenda XPC REGNAT fu usata anche la legenda DMS PROTECTOR MEVS.
Sotto Giacomo I (1406-1437) il valore del demy salì a 9 scellini con un peso di 54 grani a 22 carati e fu affiancato dall'half-demy, cioè il mezzo demy. Al dritto era rappresentato il leone scozzese all'interno di una losanga ed al rovescio il decusse in un esagono fiorito.
L'ultima coniazione del demy fu quella di Giacomo II (1437-60). I tipi, pesi e titolo erano uguali a quelli di Giacomo I.  Anche i valori furono gli stessi.